# Zenón Freire Caldera
Juan Zenón Freire Caldera (Santiago, 16 de junio de 1827 - Santiago, 22 de julio de 1898) fue un agricultor y político conservador chileno, hijo del director supremo Ramón Freire.

## Biografía
Nació en Santiago, en 1827. Siendo el hijo del director supremo Ramón Freire y de la primera dama Manuela Caldera Mascayano. Se educó en los Estados Unidos.
Se casó con Mercedes García de la Huerta Pérez, con quien tuvo cinco hijos.
Se desempeñó como agricultor. En 1872 participó en la fundación de la Compañía de Minas y Fundición de Chañaral (cobre).

## Vida política
Militante del Partido Conservador (PCon). Fue intendente de Santiago de 1875 a 1879.
Fue elegido diputado por San Felipe, para el periodo 1885-1888. Integró la Comisión de Policía Interior y la Comisión Conservadora para el receso de 1886-1887.
El 23 de noviembre de 1886 fue elegido presidente de la Cámara de Diputados, sirvió hasta el 2 de diciembre del mismo año.
Posteriormente se desempeñó como intendente de las provincias de Atacama, Santiago y Tarapacá (1887-1888). También fue superintendente de la Casa de Moneda en 1889.